# Parleboscq
Parleboscq ist eine französische Gemeinde mit 454 Einwohnern (Stand: 1. Januar 2022) im Département Landes in der Region Nouvelle-Aquitaine. Sie gehört zum Kanton Haute Lande Armagnac und zum Arrondissement Mont-de-Marsan. 
Nachbargemeinden sind Gabarret im Nordwesten, Escalans im Norden, Castelnau d’Auzan Labarrère im Osten, Eauze im Süden und Cazaubon im Westen.

## Bevölkerungsentwicklung
| Jahr      | 1962 | 1968 | 1975 | 1982 | 1990 | 1999 | 2008 | 2017 |
| --------- | ---- | ---- | ---- | ---- | ---- | ---- | ---- | ---- |
| Einwohner | 705  | 653  | 554  | 541  | 550  | 504  | 504  | 506  |

## Sehenswürdigkeiten
- Kirche Saint-Cricq
- Kirche Notre-Dame im Ortsteil Mauras
- Kirche Notre-Dame im Ortsteil Sarran, seit 1973 Monument historique
- Kirche Saint-André im Ortsteil Bouaou
- Kirche Saint-Martin im Ortsteil Espérous, seit 1998 Monument historique
- Kirche Saint-Jean-Baptiste im Ortsteil Mura
- Kirche Saint-Michel im Ortsteil Lahargue

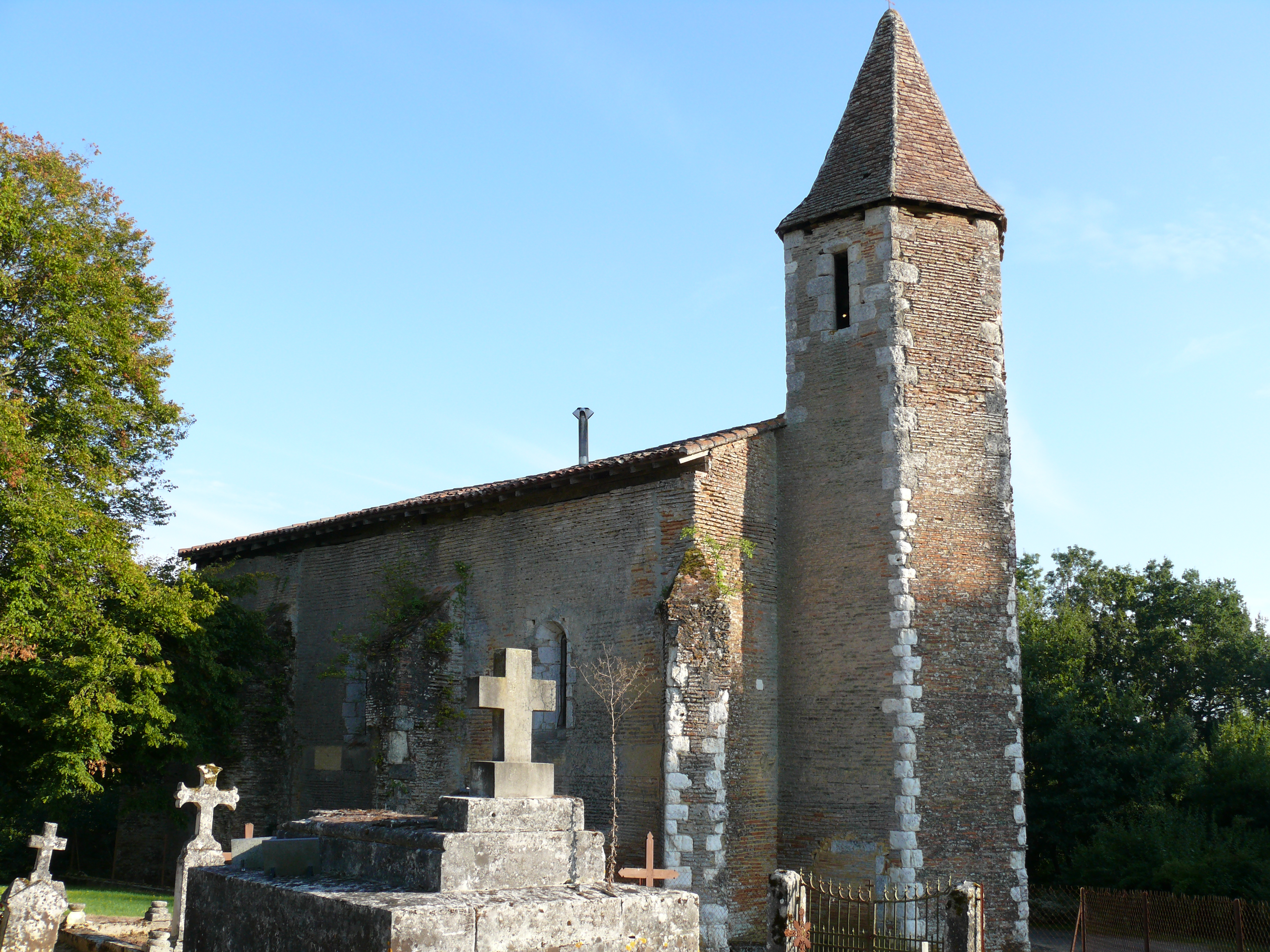
Kirche Notre-Dame in Sarran
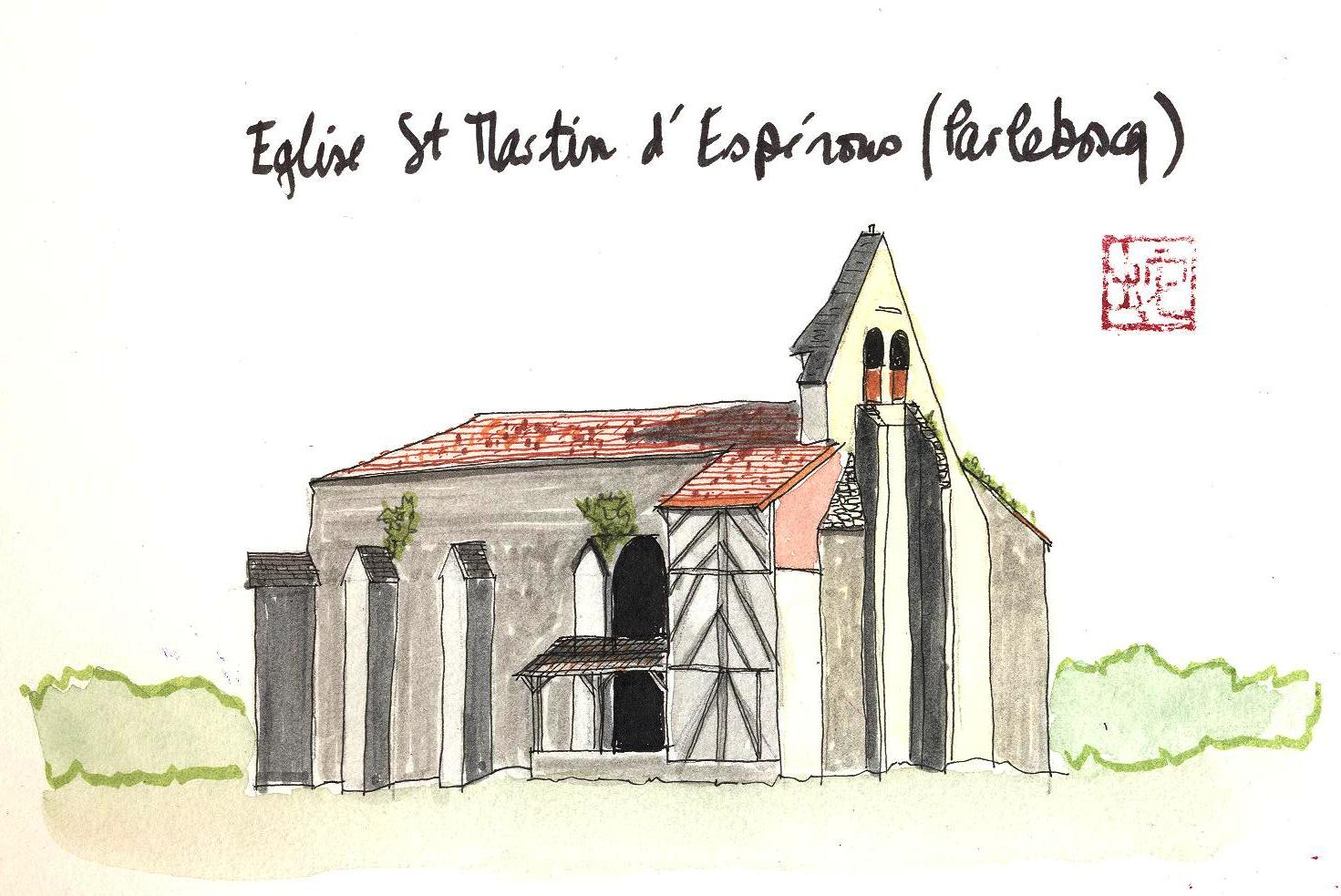
Aquarell der Kirche Saint-Martin in Espérous